# Château de Vault-de-Lugny
Ne doit pas être confondu avec château de Lugny.
Le château de Vault-de-Lugny est un château situé à Vault-de-Lugny, en région Bourgogne-Franche-Comté, France.

## Localisation
Le château est situé dans le département français de l'Yonne, sur la commune de Vault-de-Lugny au 11 rue du Château, à 6 km à l'Ouest d'Avallon, à proximité du Parc naturel régional du Morvan.

## Historique
À l'origine, les lieux étaient connus sous le nom  Olaniacum ou Ilinicum, sur le plateau de Montmartre entre 864 et 886. Le nom prend ensuite la forme  Oloigny pour devenir en 1410 Vault d'Oloigny.
Le premier château est construit en 1120, pour un fils cadet de la Maison d'Arcy. Il passe par mariage à une branche de la Maison de Toucy jusqu'au XVe siècle. Le donjon est construit en 1320 sous Guy II de Toucy, ainsi que le pont-levis.
Pendant les XIVe siècle et XVe siècle, les guerres ravagèrent la contrée. Anglais, Bretons et Gascons coalisés se heurtant à la résistance d'Avallon bien fortifié, pillèrent les campagnes environnantes. De 1372 à 1379, ils occupèrent par deux fois Pontaubert et le Vault-de-Lugny. Le château est ruiné par la guerre de Cent Ans, à la suite des assauts des Anglais et des Écorcheurs.
En 1403, le chevalier Ogier d'Anglure, seigneur du Vaul et de Bazarnes, est vassal de l'écuyer Jean de Digoine, en sa qualité de seigneur d'Arcy-sur-Cure, pour le donjon du châtel de Vault, et le pré de l'étang tenant au chemin de Pontaubert à Vézelay.
En 1450, Guy de Jaucourt en fait l'acquisition avec la seigneurie du Vault. Le 16 février 1454 il a affranchi les « manants et habitants » de Vault-de-Lugny.
Le duc de Bourgogne Philippe le Bon ratifie l'acte par lettres patentes du 15 mars 1454, y mentionnant les « bons et agréables services que ledit Guy de Jaucourt a faits, le temps passé, à feu notre très-cher seigneur et père que Dieu pardonne, et à nous aussi, et que notre amé et féal conseiller et chambellan messire Philibert de Jaucourt, son fils, nous a faits chacun jours et espérons que fera à l'avenir ».
Cet acte stipule une réserve : « Les affranchis payeront les charges réelles, anciennes et accoutumées qui étoient et sont dues, avant le présent affranchissement, sur les meix et héritages qu'ils tiendront et possèderont en ma dite terre, justice et seigneurie ». Guy de Jaucourt a remis le château en état.
En 1450, Guy de Jaucourt a fait construire le grand logis, ainsi que les bâtiments autour.
L'édit de Nantes a accordé à ce lieu un droit de prêche aux chrétiens Réformés en 1595.
Au mois de juillet 1586, la ville d'Avallon a été réquisitionnée pour fournir des vivres aux lansquenets logés à Pontaubert, au Vault-de-Lugny, à Valloux et Vermoiron.
En mai 1594, Henri IV a pris possession d'Avallon.
En 1667 s'y tenait un synode protestant. Gabriel de la Roquette, évêque d'Autun alla au Vault.
Le 11 février 1764, un incendie a éclaté au château dans lequel périt le jeune curé de Saint-Pancrace de Saint-Brancher près d'Avallon, l'abbé Jean-Baptiste Monnot, âgé de 28 ans. Blaise Bégon, curé de Quarré-les-Tombes et l'abbé Grognot curé de Bussières procèdèrent à son inhumation.
L'édifice est classé monument historique en 1971.
En 1994, ce lieu a servi au tournage de l'émission Cluedo diffusée sur France 3.

## Seigneurs
(liste non exhaustive)
- 1160 : Jocelin d'Arcy le cadet recevait le domaine du Vault-de-Lugny, comprenant le territoire de Pontaubert jusqu'à Avallon avec Magny et Domecy-sur-le-Vault, où il a fondé en 1167 une commanderie pour les Hospitaliers de l'ordre de Saint-Jean de Jérusalem au lieu-dit le Sausse[9]. Son frère Geoffroy a gardé le domaine et le château d'Arcy.
- 1235 : Guy d'Arcy, seigneur de Pisy, Vault-de-Lugny, Pontaubert, Lucy-sur-Cure.
- 1236 : Jocelin d'Arcy ou d'Avallon, seigneur du Vault, a fait don sur ses redevances d'Oloigny. Il est revenu de croisade en 1240.
- 1291 : Isabeau de Vault de Lugny épouse Guy Ier de Toucy († ca. 1291), seigneur de Bazarnes et de Pierre-Perthuis.
- 1308 : Guy II de Toucy (? - † 1308), seigneur de Bazarnes, Pierre-Perthuis et Vault-de-Lugny, époux de Guillemette de Beaumont-sur-Oise, fils du précédent.
- 1343 : Guy III de Toucy (? - † 1343), sgn de Bazarnes, Pierre-Perthuis, Vault-de-Lugny, époux de Margueritte de Châtillon-en-Bazois, dame de Bussy-le-Grand, fils du précédent.
- 1344 : Guy IV de Toucy (? - ?), sgn de Vault-de-Lugny, époux de Margueritte de Grancey, dame d'Ancy-le-Franc, union sans postérité, seigneurie reprise par sin frère Louis de Toucy.
- ca. 1360 : Louis de Toucy (? - ?), sgn de Bazarnes, de Buxy, Moraches (Nièvre) et de Vault-de-Lugny (89), marié avec Guille ou Guye de Mont-Saint-Jean (?-†1409), frère du précédent.
- 1379-1426 : Alix de Toucy (? - † novembre 1426), dame de Bazarnes, Vault-en-Lugny, Mont-Saint-Jean, épouse en février 1379 de Ogier IX dit Le Voyageur d'Anglure (°v.1360-†1412), sgn d'Anglure, avoué de Thérouanne. Fille du précédent.
- 1427-1440 : Jean Saladin d'Anglure (? - †1440), sgn de Vault-de-Lugny, époux de Barthélémée de Grancey (?-1418), sans postérité ; puis en secondes noces Guye de Flavigny, sans postérité. Fils du précédent.
- 1450-1462 : Guy de Jaucourt dit aussi Guyot (? - † v. 1462), seigneur de Villarnoult[n 1], Marrault, Quers, Vault-de-Lugny, Montmardelin, Villaines, Saint-Brancher, Saint-Léger de Foucherets, Saint-Germain-des-Champs, Beauvilliers, Rouvray, Comdoy, Saulx-le-Duc, Moigny-sur-École, Saint-Georges-les-Carrières, Aulnay, La Coste, Montjallin, Ruère etc.
- Conseiller et chambellan du duc de Bourgogne, comte de Nevers et de Rethel (Jean sans Peur), gouverneur des enfants de Bourgogne, bienfaiteur de la collégiale d'Avallon, époux en 1401 de Jeanne Damas (Bourgogne).
- Il a légué en 1454 une partie de Montmardelin, Les Gathies, avec le bois de la Bouchoise à l'ouest de Saint-Germain, Villaine, Villula, fiefs en toute justice au Chapitre d'Avallon.
- En échange de quoi, les chanoines lui ont donné le droit de sépulture pour lui et sa famille dans leur église et se sont engagés à célébrer chaque année l'anniversaire solennel pour le remède de son âme et celles de ses ancêtres[10].
- 1467 : Philibert de Jaucourt (v.1400-†v.1454 ou 1467), sgn de Villarnoul, du Vault etc. Conseiller et chambellan du duc de Bourgogne Philippe le Bon dès 1431, gouverneur de l'Auxerrois, châtelain de Péronne (1452) à l'écrasement des Gantois à Gavre en 1453, capitaine d'Auxerre (1456/57 et de l'Auxerrois 1462/63), époux le 15 novembre 1438 d'Agnès de La Trémoïlle, union sans postérité.
- 1467 : Guillaume de Jaucourt (°v.1410 - ?), sgn de Villarnoul, Marrault, Quers, Vault, etc. époux de Jeanne de Digoine, vers 1435. Frère du précédent.
- 1505 : Jean Ier de Jaucourt dit Digoine (? - † 1505), conseiller et capitaine de 100 lances de Charles le Téméraire, duc de Bourgogne (ce dernier est d'abord rallié à Louis XI, conseiller, chambellan, bailli de Dijon, gouverneur d'Auxerre.
- Il a servi ensuite Marie de Bourgogne, épouse de Maximilien d'Autriche dont il était conseiller et grand maître de son Hôtel. Il a soulevé Avallon, Montréal et Semur.
- Capitaine général des armées impériales par lettres données à Nuremberg le 21 juin 1491 avec mission et pleins pouvoirs dans la reconquête du duché de Bourgogne, sur Charles VII. Il a pris Arras et Saint-Omer (1492).
- Puni par Louis XI qui, irrité de ses changements, a fait raser 14 de ses maisons et châteaux à pont-levis[11] (dont celui de Villarnoult et Vault de Lugny), arrêter femme et enfants, confisquer tous ses biens.
- Il a récupéré ses biens sous Louis XII, étant compris dans le traité de Senlis en 1493. Époux de sa cousine Agnès du Plessis (fille de Jean du Plessis et d'Antoinette de Jaucourt), fils du précédent.

- 1527 - Aubert de Jaucourt (? - † v.1527), chevalier, sgn de Villarnoult, Marault, Vault de Lugny, Rouvray, Saint-Brancher etc. Homme de grande piété, épouse en 1491 Renée Le Roux fille d'honneur de la duchesse Anne de Bretagne, avec laquelle il eut 9 enfants. Fils du précédent.
- ca. 1545 : Hardi de Jaucourt (? - ?), sgn du Vault, lieutenant général pour le roi en Bourgogne, gouverneur de Seurre, bailli de Mâcon, époux de Françoise Gamon dame de Lucinière, Montigny, Soyaulx et La Martinière (Bretagne) (†12/02/1571) nièce du trésorier Pierre Landais. Fils du précédent.
- s. d. - Hugues de Jaucourt, sgn du Vault-de-Lugny, époux de Louise des Réaulx, sans postérité.

- ca. 1570 : Louis de Jaucourt (? - ?), sgn de Rouvray, Chevalier de l'Ordre du Roi, huguenot époux en premières noces en 1570 d'Elisabeth de la Trémoïlle (probablement de la branche naturelle de Brèche, issue de Louis), dame de Ménétreux, qui lui donna 9 enfants et en secondes noces avec de Roberte de Haye ou Hay veuve de Claude Stuart de Vézinnes, sans postérité ; Cousin du précédent.
- Les ligueurs de la garnison d'Époisses firent une visite au château de Villarnoult et tuèrent son frère Edmé de Jaucourt en 1594.
- ca. 1590 : Jean III de Jaucourt (°? - † ?), sgn, baron de Villarnoult, chevalier de l'Ordre du Roi, conseiller en ses Conseils d'État et Privé, gentilhomme ordinaire de sa Chambre, époux de Marthe de Mornay (8 mars 1589), décédée en 1633, qui lui donna 5 enfants. Fils du précédent. Il fait refaire le terrier par lettres patentes d'Henri IV[n 2]. Le lieutenant de la seigneurie est Jean Minard.
- Ses terres ont été saisies en 1609 à l'instigation de Maximilien de Béthune, duc de Sully.
- En 1612, il a fait aveu de ses terres à la chambre des comptes de Dijon, où il expose qu'il avait acquis quelques années avant les terres du Vault pour 18 000 livres.

- ca. 1635 : Jean-Louis de Jaucourt Ier (°1575-† ?), sgn du Vault de Lugny, épouse avec dispense le 5 mars 1638 sa cousine Françoise Renée de Jaucourt (fille de Pierre de Jaucourt et Françoise d'Anlezy). Fils du précédent.
- ca. 1650 : Jean IV de Jaucourt (°? - † ?), épouse sa cousine Françoise d'Aumale fille de Philippe d'Aumale (de la famille des vicomtes de Mont-Notre-Dame) et Madeleine de Jaucourt. Fils du précédent.
- ca. 1685 : Jean-Louis II de Jaucourt (° ? - † ?), baron du Vault-de-Lugny, Alcade des État-Généraux assemblés à Dijon (1697-1700-1710) époux de Catherine de Bourrée. Fils du précédent.
- après 1710 : Pierre-Lazare de Jaucourt dit Comte de Jaucourt (°1688 -† nuit du 8 au 9 novembre 1734) a été assassiné entre Avallon et le Vault-de-Lugny, baron du Vault, cornette au régiment Royal, capitaine de dragons au régiment de Lorraine dragons (1730) participe aux États de Bourgogne, époux le 8/12/1721 de Marie Josèphe de La Grave dame de Villefargeau (1701-1749). Fils du précédent.
- 1735 : Pierre-Armand de Jaucourt (°19/08/1725 - † ?), comte de Jaucourt, baron du Vault, officier (campagne 1742-1743) capitaine au régiment Royal-Infanterie). Fils du précédent.
- ca. 1770-1773 : Jacques-Étienne de Jaucourt (°01/09/1726 - † 04/01/1774), Comte de Jaucourt du Vault, officier réformé au régiment de Bauffremont. frère du précédent, vend à Germain de Montmien[12].
- 1773-1776 : Germain de Montmien, vend au comte de Crillon.
- 1776- 1802 : au Comte de Crillon, marié à Marie-Charlotte Carbon.
- 1802 et 1803 : Vente à Jean-François-Marie Jordan († 1829), marié à Marie-Anne-Victoire Guillaume de Sermizelles. Leur fils Jean-Barthélemy-Frédéric Jordan († 1859) lui succède et laisse trois filles de sa femme Apolline Garnier de Silly : Marie-Caroline, Octavie et Clémence Jordan.

## Propriétaires après la Révolution
- ~1850 - Les Peting de Vaulgrenant font alliance avec la Maison Jordan : plus précisément Gustave Péting de Vaulgrenant († 1882) épouse Clémence Jordan († 1878) en 1854, et son frère Auguste Péting de Vaulgrenant († 1886) marie Octavie Jordan en 1847.
- 1872 - Augustine Péting de Vaulgrenant, fille unique d'Auguste et d'Octavie, convole en 1872 avec Gabriel Trambly de Laissardière
- 18?? - Leur fille, Marie Trambly de Laissardière, épouse Eugène Cartier
- s. d. - Cartier, agriculteurs jusqu'en 1967
- 1967 -

## Armoiries
- de Jaucourt
  - - De sable à lions léopardés d'or
- Six des fils de Louis de Jaucourt et d'Élisabeth de la Trémoïlle conviennent sous seing privé d'ordonner les quartiers de leurs armes respectives : écartèlement avec Bourgogne ancien comme suit :
  - - au premier d'hermine à la bordure de gueules (Anlezy) ; au second, de gueules à trois léopards d'or (Montal) ; au troisième de France au bâton péri en barre ; au quatrième bandé d'or et d'azur à la bordure de gueules (Bourgogne ancien); et sur le tout de sable à deux lions léopardés d'or (Jaucourt)

## Description

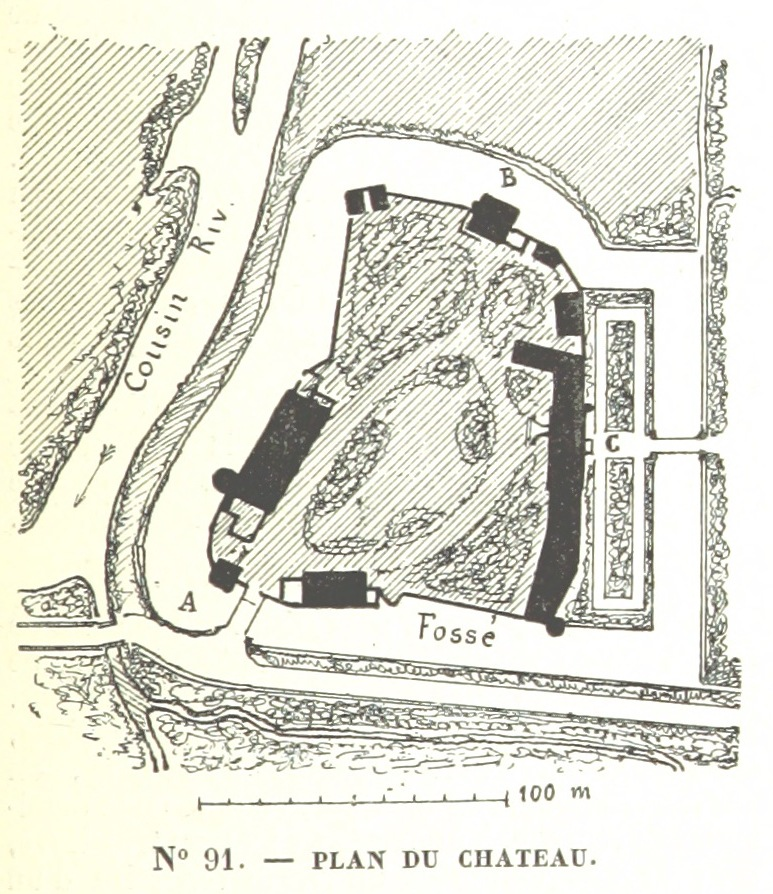
Plan (1870).

### Pont-levis
Les vestiges de la porte à pont-levis XVIe siècle sont toujours en place. Le premier pont-levis fut construit sous Guy II de Toucy en 1320 ainsi que le premier donjon. Cette entrée donnait accès à la grande cour. La grille d'entrée date du XIXe siècle.

### La Cour
La grande cour entourée de fossés, qui mesure 130 m de long sur laquelle devait s'élever le premier château.

### Chemin de ronde, douves
C'est un chemin de ronde couvert qui borde une partie des fossés. Les murailles furent percées de meurtrières et canonnières. Les douves furent agrandies pendant les Guerres de Religion.
Les murailles détruites ne furent pas reconstruites.

### Donjon
Le donjon actuel, tour carrée de 19 m de haut et large de 10 m, datant du XVe siècle et qui fut construit sous Alix de Toucy est indépendant du grand corps de logis. Il est situé au bout de la grande cour.
Cette tour est en appareil régulier en calcaire gris cendré à bossage sauf le côté sud. Le sous-sol voûté servait de prison avec quatre étages. Le premier est couvert d'un berceau et le second d'une croisée d'ogives.
Cette tour est coiffée d'un toit pyramidal de 7 m de haut qui l'a fait culminer à une hauteur totale de 26 m.
On y pénétrait depuis le second étage par deux portes opposées donnant sur les remparts et surmontées chacune d'une bretèche.
Aujourd'hui, il possède une porte au rez-de-chaussée et un escalier ajouté au XXe siècle.
On accédait au rez-de-chaussée par une trappe faite dans le plancher du premier. Pièce réservée au seigneur et ses intimes.
Les étages supérieurs réservés aux enfants, gardes et serviteurs. Le sommet de la tour étant le poste de défense.
Le donjon est classé monuments historiques en 1971

### Logis et dépendances
Plafonds à la française.

## Terriers, dépendances
- Vermoiron - Valloux - Pontaubert - Orbigny - Champien - Meix des Minard - Champ-Breton - Domecy-sur-le-Vault- le Sausse (jusqu'en 1167) -